# Championnat de Tchécoslovaquie d'échecs
Le Championnat de Tchécoslovaquie d'échecs était une compétition d'échecs organisée par la fédération d'échecs de Tchécoslovaquie. Il s'est déroulé régulièrement de 1919 à 1992.

## Historique
Les tournois ont eu lieu presque régulièrement tous les deux ans jusqu'à la Seconde Guerre mondiale, au cours de laquelle seuls les championnats de Bohême et de Moravie se sont tenus. En 1946, les tournois ont repris tous les deux ans jusqu'en 1952, date à laquelle ils sont devenus annuels. Le dernier championnat a eu lieu en 1992.
Douze championnats étaient des tournois internationaux; dans ces cas, le joueur de nationalité tchécoslovaque avec le meilleur classement était déclaré champion de Tchécoslovaquie.
Le joueur d'échecs avec le plus grand nombre de titres est Luděk Pachman, sept fois champion entre 1946 et 1966. Il est suivi dans ce classement par Vlastimil Hort (six titres), Ľubomír Ftáčnik (cinq), tandis que Miroslav Filip, Vlastimil Jansa, Karel Opočenský et Jan Smejkal ont remporté chacun trois titres.

## Vainqueurs du championnat mixte
Dans le cas des tournois internationaux permettant à des joueurs étrangers de jouer, le joueur tchécoslovaque le mieux classé était désigné champion de Tchécoslovaquie. Les tournois internationaux sont marqués d'un astérisque dans le tableau, et le classement final du joueur tchécoslovaque est noté entre parenthèses.
| Année | Ville                  | Vainqueur              | Championne féminine     |
| ----- | ---------------------- | ---------------------- | ----------------------- |
| 1919  | Prague                 | František Schubert     |                         |
| 1921  | Brno                   | Karel Hromádka         |                         |
| 1923  | Pardubice              | Max Walter             |                         |
| 1925  | Bratislava             | Richard Réti           |                         |
| 1927  | České Budějovice       | Karel Opočenský        |                         |
| 1929  | Brno                   | Karel Opočenský        |                         |
| 1931  | Prague                 | Leo Zobel              |                         |
| 1933  | Mnichovo Hradiště      | Salo Flohr             |                         |
| 1936  | Poděbrady              | Salo Flohr * (1er)     |                         |
| 1938  | Prague                 | Karel Opočenský        | Růžena Suchá            |
| 1946  | Ostrava                | Luděk Pachman          | Nina Hrušková-Bĕlská    |
| 1948  | Bratislava             | Emil Richter           | Nina Hrušková-Bĕlská    |
| 1950  | Zlín                   | Miroslav Filip         |                         |
| 1951  |                        |                        | Růžena Suchá            |
| 1952  | Tatranská Lomnica      | Miroslav Filip         | Nina Hrušková-Bělská    |
| 1953  | Prague                 | Luděk Pachman          | Nina Hrušková-Bĕlská    |
| 1954  | Prague                 | Miroslav Filip         | Růžena Suchá            |
| 1955  | Prague                 | Ján Šefc               | Kveta Jeništová-Eretová |
| 1956  | Poděbrady              | Ladislav Alster        | Nina Hrušková-Bĕlská    |
| 1957  | Prague                 | Luděk Pachman          | Dana Prashilova         |
| 1959  | Bratislava             | Luděk Pachman          | Inna Veselá             |
| 1960  | Ostrava                | Jiří Fichtl            | Kveta Jeništová-Eretová |
| 1961  | Košice                 | Luděk Pachman          | Kveta Jeništová-Eretová |
| 1962  | Jablonec nad Nisou     | Lubomír Kaválek        | Kveta Jeništová-Eretová |
| 1963  | Prague                 | Luděk Pachman          | Kveta Jeništová-Eretová |
| 1964  | Brno                   | Vlastimil Jansa        | Kveta Jeništová-Eretová |
| 1965  | Pardubice              | Josef Augustin         | Jana Malipetrova        |
| 1966  | Harrachov              | Luděk Pachman * (3e)   | Kveta Jeništová-Eretová |
| 1967  | Bratislava             | Július Kozma           | Jana Malipetrova        |
| 1968  | Luhačovice             | Lubomír Kaválek        | Stepanka Vokřálová      |
| 1969  | Luhačovice             | Vlastimil Hort * (3e)  |                         |
| 1970  | Havířov                | Vlastimil Hort         | Stepanka Vokřálová      |
| 1971  | Luhačovice             | Vlastimil Hort * (1er) |                         |
| 1972  | Třinec                 | Vlastimil Hort         | Stepanka Vokřálová      |
| 1973  | Luhačovice             | Jan Smejkal * (1er)    |                         |
| 1974  | Rimavská Sobota        | Vlastimil Jansa        | Margita Polanová        |
| 1975  | Brno                   | Vlastimil Hort * (1er) | Kveta Jeništová-Eretová |
| 1976  | Ostrava                | Eduard Prandstetter    | Kveta Jeništová-Eretová |
| 1977  | Děčín                  | Vlastimil Hort * (3e)  | Stepanka Vokrřálová     |
| 1978  | Mariánské Lázně        | Eduard Prandstetter    | Stepanka Vokřálová      |
| 1979  | Trenčianske Teplice    | Jan Smejkal            | Eliška Richtrová        |
| 1980  | Trnava                 | Jan Ambrož             | Eliška Richtrová        |
| 1981  | Hradec Králové         | Ľubomír Ftáčnik * (2e) | Eliška Richtrová        |
| 1982  | Frenštát pod Radhoštěm | Ľubomír Ftáčnik        | Eliška Richtrová        |
| 1983  | Bratislava             | Ľubomír Ftáčnik * (2e) | Hana Modrová            |
| 1984  | Šumperk                | Vlastimil Jansa        | Jana Hájková            |
| 1985  | Trenčianske Teplice    | Ľubomír Ftáčnik * (2e) | Petra Kišova            |
| 1986  | Prague                 | Jan Smejkal            | Kveta Jeništová-Eretová |
| 1987  | Námestovo              | Eduard Meduna * (2e)   | Jana Hájková            |
| 1988  | Třinec                 | Pavel Blatný           | Eliška Richtrová        |
| 1989  | Prague                 | Ľubomír Ftáčnik * (2e) | Petra Kišova            |
| 1990  | Brno                   | Pavel Blatný           | Jana Hájková            |
| 1991  | Bratislava             | Igor Gažík             | Eva Repková             |
| 1992  | Prague                 | Vítězslav Rašík        | Petra Kišova            |

## Champions d'échecs par correspondance
I., II., III., IV. Aucune donnée 

V. Vlastimil Jansa (1953-1954) 

VI. Vladimir Mahel, Josef Bradza (1955-1956) 

VII. Josef Bradza (1957-1958) 

VIII. Josef Snajdr (1959-1960) 

IX. Josef Smrcka (1961-1962) 

X. Josef Snajdr (1963-1964) 

XI. Josef Nun (1965-1966) 

XII. Josef Nun (1967-1968) 

XIII. Emil Vitasek (1969-1970) 

XIV. Josef Franzen (1971-1972)  

XV., XVI. Aucune donnée 

XVII. Josef Hrach (1977-1978) 

XVIII. Igor Privara (1979-1980) 

XIX. Milan Manduch (1981-1982) 

XX. Pavel Miskovsky (1983-1984) 

XXI. Peter Marczell (1985-1986)  

XXII. Milan Mraz (1987-1988)  

XXIII. Jan Slovak (1989-1990) 

XXIV. Petr Laurenc (1991-1992).